# Oorlogseconomie
Een oorlogseconomie is een economische situatie waarbij de inrichting van de economie (in zijn geheel of delen daarvan) ondergeschikt wordt gemaakt aan een bepaald belang. Veelal wordt een oorlogseconomie ingesteld in verband met een bedreiging van het landsbelang. In de Verenigde Staten werden in de Tweede Wereldoorlog delen van de economie van het land ter beschikking gesteld voor oorlogsinspanningen.

## Kenmerken
Een veelvoorkomend mechanisme is de financiering van militaire uitgaven door het creëren van geld, vaak door middel van monetaire expansie. Dit kan leiden tot Inflatie, maar wordt in oorlogstijd soms als noodzakelijk beschouwd om de militaire product op peil te houden.
Daarnaast gaan in een oorlogseconomie civile prioriteiten vaak naar de achtergrond. Middelen worden in toenemende mate toegewezen aan militaire of strategische doelstellingen. De kosten van deze verschuiving worden in sommige gevallen buiten de reguliere economische orde geplaatst, bijvoorbeeld door milieunormen tijdelijk buiten werking te stellen. Zo kan het voorkomen dat industrieel afval niet volgens de geldende civiele regelgeving wordt verwerkt, wanneer dit als te belastend voor de oorlogsinspanningen wordt beschouwd.
Als men het model van "operate-sustain-improve-regenerate" als toelichting gebruikt dan beslaat de economie over het algemeen alle vier de stadia, maar een oorlogseconomie niet veel meer dan de eerste twee stadia, 'operate' en 'sustain'. Alleen voor die aspecten die direct verbonden zijn met 'de bedreiging van het landsbelang' worden ook nog de stadia 'improve' en 'regenerate' toegelaten. Dit kan er bijvoorbeeld toe leiden dat fabrieken verboden wordt hun originele product te fabriceren, maar, al dan niet gedwongen, overgaan tot de productie van oorlogsgoed. Zo kan een textielfabriek bijvoorbeeld gedwongen worden om uniformen te gaan fabriceren.

## Tweede Wereldoorlog

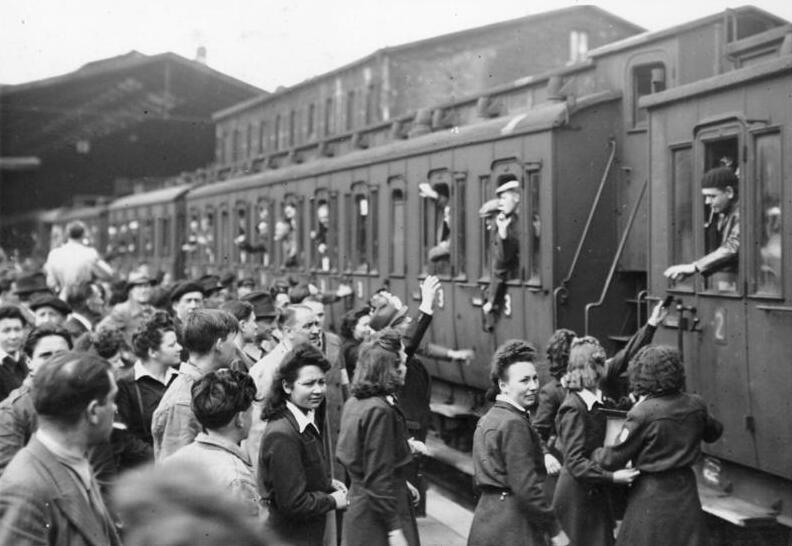
Franse dwangarbeiders vertrekken naar Duitsland (1943)

### Nazi-Duitsland
Om de economie van nazi-Duitsland te ondersteunen werd onder andere de Arbeitseinsatz ingesteld, een vorm van dwangarbeid waarbij mannen uit de door nazi-Duitsland bezette gebieden werden gedwongen tot arbeid in Duitsland. Dit werd onder meer gedaan om de afwezigheid van Duitse mannen die in dienst waren bij het leger te compenseren. Zo werden ook Polen, Nederlanders en Belgen verplicht tot dwangarbeid in onder andere Duitsland en Frankrijk.

### Groot-Brittannië
Tijdens de Tweede Wereldoorlog werd in het Verenigd Koninkrijk in 1940 al een oorlogseconomie ingesteld. Er kwam een industriële dienstplicht voor mannen en vrouwen en Groot-Brittannië leende tot 1945 27 miljard van de Verenigde Staten in de vorm van wapens, brandstof, grondstoffen en voedsel. Ook werd de Britse bevolking gevraagd tijdens de oorlog zuinig om te gaan met textiel in campagnes zoals Make Do and Mend, waardoor de fabrieken zich meer konden richten op oorlogsbenodigdheden. Al het niet-essentiële onderhoud werd vooruit geschoven. Dit had tot gevolg dat de spoorwegen na de oorlog in totaal ontredderde staat verkeerden.

### Verenigde Staten
Tijdens de Tweede Wereldoorlog voerde de Verenigde Staten een grootschalige Mobilisatie door waarbij civiele industrieën werden omgebouwd tot militaire productie-faciliteiten. Fabrikanten zoals Ford Motor Company en General Motors stelden hun fabriekshallen herhaadelijk om voor de massaproductie van tanks, vliegtuigen en ander oorlogsmaterieel.
Deze omschakeling droeg bij aan een aanzienlijke daling van de werkloosheid: de Amerikaanse economie groeide snel en creëerde miljoenen banen. Vrouwen namen in grote getale fabrieks- en werfbanen over. Dit werd gesymboliseerd door de iconische figuur van Rosie the Riveter, die de publieke campagne voor vrouwelijke arbeidskracht vertegenwoordigde.
De oorlogsinspanningen werden gefinancierd via een combinatie van instrumenten. De overheid stimuleerde de aankoop van oorlogsobligaties (war bonds), waarbij burgers hun spaargeld investeerden om de inflatie te beteugelen en de overheidsuitgaven te dekken. Tegelijkertijd werden belastingen verhoogd en werd de belastinggrondslag aanzienlijk uitgebreid: van circa 4 miljoen belastingsbetalers in 1939 tot 43 miljoen in 1945. Ten slotte werd ook het monetaire beleid ingezet om de inflatie onder controle te houden, in samenspraak met de Federal Reserve en het United States Department of the Treasury.